# Kappel am Albis
Pour les articles homonymes, voir Kappel.
Kappel am Albis est une commune suisse du canton de Zurich, située dans le district d'Affoltern.

## Histoire
Le village est connu par la fondation en 1185 de l'abbaye de Kappel par les cisterciens venus de l'abbaye d'Hauterive.
C'est près de ce village qu'eurent lieu en 1529 et 1531 les deux « guerres de Kappel », qui opposèrent cantons catholiques et cantons protestants. Lors de la première guerre de Kappel, en juin 1529, aurait eu lieu le légendaire épisode de la « soupe au lait de Kappel », et c'est lors de la seconde guerre, le 11 octobre 1531, que fut tué le réformateur protestant zurichois Ulrich Zwingli.

Photo aérienne (1953).

## Personnalités
- Leonhard Meister (1741-1811), écrivain suisse, est mort à Kappel am Albis.